# Strong Enough (Sheryl Crow)
Strong Enough is een nummer van de Amerikaanse zangeres Sheryl Crow uit 1995. Het is de vijfde single van haar debuutalbum Tuesday Night Music Club.
Het nummer gaat over een vrouw in een moeizame relatie, op zoek naar troost bij haar partner, ondanks het feit dat zijn toezeggingen misschien niet zo waar zijn als die van haar. Hoewel voorganger All I Wanna Do wereldwijd een grote hit werd, werd "Strong Enough" enkel in Noord-Amerika, Australië en IJsland een hit. Het bereikte de 5e positie in de Amerikaanse Billboard Hot 100. In Nederland haalde het nummer daarentegen de 19e positie in de Tipparade. 